# 阿米方丹
阿米方丹（法語：Amifontaine，法語發音：[amifɔ̃tɛn]）是法国上法蘭西大區埃纳省的一个市镇，属于拉昂区。

## 地名
“方丹”（fontaine）意为“泉”。法语地名通名在“枫丹白露”（Fontainebleau）等少数拥有传统译名的地名中译作“枫丹”，不过在《世界地名翻译大辞典》、《世界地名译名词典》和《法国地图册》等主流地名译名类书籍资料中多译作“方丹”。

## 地理
阿米方丹（49°28'59"N, 3°55'6"E）面积27.9 平方千米，位于法国上法蘭西大區埃纳省，该省份为法国北部内陆省份，北起北部省，西接索姆省和瓦兹省，东临阿登省和马恩省，西南至塞纳-马恩省，东北部与比利时接壤
与阿米方丹接壤的市镇（或旧市镇、城区）包括：古德朗库尔-莱贝略、瑞万库尔和达马里、拉马尔迈松、普鲁韦、圣埃尔姆乌特尔和拉姆库尔、锡索讷、埃纳河畔新城。
阿米方丹的时区为UTC+01:00、UTC+02:00（夏令时）。

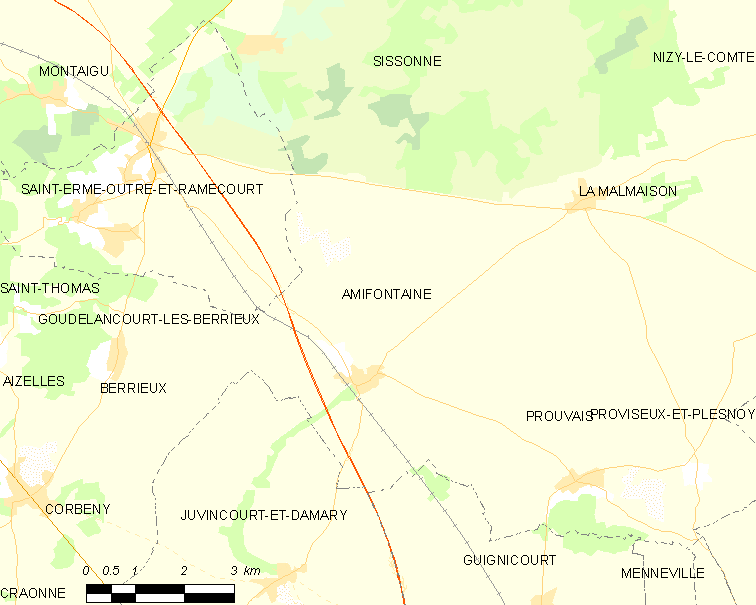
阿米方丹的OSM定位图

## 行政
阿米方丹的邮政编码为02190，INSEE市镇编码为02013。

## 政治
阿米方丹所属的省级选区为埃纳河畔新城县。

## 人口

1962-2008年间阿米方丹人口变化图示

阿米方丹于2022年1月1日时的人口数量为386人。